# Ministère de la Jeunesse et des Sports (Yémen)
Pour les autres articles nationaux ou selon les autres juridictions, voir Ministère de la Jeunesse et des Sports.
Le ministère de la jeunesse et des sports (arabe : وزارة الإعلام) est le département ministériel du gouvernement yéménite.

## Liste des ministres
| Début             | Fin            | Ministre        | Gouvernement |
| ----------------- | -------------- | --------------- | --- |
| 14 septembre 2015 | En poste       | Nayef al-Bakri  | Gouvernement Khaled Bahah (2) Gouvernement Ahmed ben Dagher Gouvernement Maïn Abdelmalek Saïd (1) Gouvernement Maïn Abdelmalek Saïd (2) |
| 09 novembre 2014  | Septembre 2015 | Rafat al-Akhali | Gouvernement Khaled Bahah (1) Gouvernement Khaled Bahah (2)                                                                             |

## Annexe